# Simo Laaksonen
Simo Laaksonen (Marttila, 10 september 1998) is een Fins autocoureur.

## Carrière
Laaksonen begon zijn autosportcarrière in het karting in 2009 en bleef hier actief tot 2013. In 2012 werd hij nationaal kampioen in de KF3-klasse en in 2013 plaatste hij zich als tweede in het Finse KF2-kampioenschap. Dat jaar nam hij ook voor het eerst deel aan zowel het Europees als het wereldkampioenschap karting, waarin hij respectievelijk 39e en 28e werd in de eindstand.
In 2014 maakte Laaksonen de overstap naar het formuleracing, waarbij hij debuteerde in het Franse Formule 4-kampioenschap. Hij kende een moeilijk seizoen, maar behaalde desondanks één podiumplaats met een tweede positie op het Circuit de Pau-Ville. Hij eindigde in slechts vijf andere races punten en werd met 31 punten zeventiende in het kampioenschap.
In 2015 reed Laaksonen een dubbel programma in zowel het Franse als het SMP Formule 4-kampioenschap. In het Franse kampioenschap verging het hem beter dan in het voorgaande jaar, hij won één race op het Circuit Magny-Cours en behaalde nog twee andere podiumplaatsen, waardoor hij zich verbeterde naar de zesde plaats in het klassement met 150 punten. In het SMP-kampioenschap, waarin hij drie raceweekenden moest missen vanwege zijn verplichtingen in het Franse kampioenschap, was een vijfde plaats op het Alastaro Circuit zijn beste resultaat, waardoor hij elfde werd in de eindstand met 60 punten.
In 2016 stapte Laaksonen over naar het ADAC Formule 4-kampioenschap, waarin hij reed voor het team Motopark. Hij kende een redelijk seizoen met een tweede plaats op de Sachsenring en een overwinning op de Red Bull Ring, maar vanwege inconsistente resultaten in de andere races werd hij slechts elfde in het eindklassement met 88 punten.
In 2017 maakte Laaksonen zijn Formule 3-debuut in de Euroformula Open, waarin hij uitkwam voor het team Campos Racing. Hij behaalde twee podiumplaatsen op de Hungaroring en het Autodromo Nazionale Monza en eindigde als zesde in het kampioenschap met 100 punten.
In 2018 debuteerde Laaksonen in de GP3 Series, waarin hij zijn samenwerking met Campos voortzette. In de eerste helft van het seizoen scoorde hij slechts tweemaal punten, maar in vijf van de laatste zes races eindigde hij in de top 10, met zijn eerste podiumplaats in de seizoensfinale op het Yas Marina Circuit als hoogtepunt. Met 36 punten eindigde hij op de veertiende plaats in het klassement.
In 2019 is de GP3 vervangen door het nieuwe FIA Formule 3-kampioenschap. Laaksonen komt hierin uit voor het team MP Motorsport.